# Roberto Carlos e Caetano Veloso e a Música de Tom Jobim
Roberto Carlos e Caetano Veloso e a música de Tom Jobim é um álbum ao vivo (CD e DVD) dos cantores e compositores Roberto Carlos e Caetano Veloso em homenagem aos 50 anos da Bossa nova, lançado em CD e DVD em 2008.
Gravado no Auditório Ibirapuera, em São Paulo, no show Tributo a Tom Jobim, realizado nos dias 25 e 26 de agosto de 2008, o show foi produzido em áudio e vídeo pela Rede Globo, contando com o apoio do banco Itaú, através do projeto cultural Itaú Brasil. Seu repertório é integralmente formado por canções de Tom Jobim, como Garota de Ipanema, Wave, Águas de Março (que contou com a participação de Daniel Jobim, neto de Tom), Inútil Paisagem, Samba do Avião e Eu Sei Que Vou Te Amar (na qual Roberto Carlos recitou o Soneto da Fidelidade, poema de Vinicius de Moraes, parceiro de longa data de Tom Jobim).
Caetano Veloso foi gentilmente cedido pela Universal Music, que entrou em acordo de divisão de lucros com a Sony BMG (atualmente apenas Sony Music).
Participaram do show os músicos de Caetano (BandaCê) e de Roberto (RC9), além dos maestros de ambos (Jaques Morelenbaum nos dois primeiros duetos e nas músicas de Caetano; Eduardo Lages nas músicas de Roberto e nos duetos finais).

## Faixas do CD
1. Garota de Ipanema - Roberto Carlos e Caetano Veloso
2. Wave - Roberto Carlos e Caetano Veloso
3. Águas de Março - Daniel Jobim
4. Por Toda Minha Vida - Caetano Veloso
5. Ela é Carioca - Caetano Veloso
6. Inútil Paisagem - Caetano Veloso
7. Meditação - Caetano Veloso
8. O Que Tinha De Ser - Caetano Veloso
9. Insensatez - Roberto Carlos
10. Por Causa De Você - Roberto Carlos
11. Lígia - Roberto Carlos e Tom Jobim
12. Corcovado - Roberto Carlos
13. Samba do Avião - Roberto Carlos
14. Eu Sei Que Vou Te Amar / Incidental: Soneto da Fidelidade - Roberto Carlos
15. Tereza Da Praia - Roberto Carlos e Caetano Veloso
16. Chega de Saudade - Roberto Carlos e Caetano Veloso

## Faixas do DVD
1. Garota de Ipanema - Roberto Carlos e Caetano Veloso
2. Wave - Roberto Carlos e Caetano Veloso
3. Águas de Março - Daniel Jobim
4. Por Toda Minha Vida - Caetano Veloso
5. Ela é Carioca - Caetano Veloso
6. Inútil Paisagem - Caetano Veloso
7. Meditação - Caetano Veloso
8. Caminho De Pedra - Caetano Veloso
9. O Que Tinha De Ser - Caetano Veloso
10. Surfboard - Arranjos e Regência: Jaques Morelenbaum
11. Insensatez - Roberto Carlos
12. Por Causa De Você - Roberto Carlos
13. Lígia - Roberto Carlos
14. Corcovado - Roberto Carlos
15. Samba do Avião - Roberto Carlos
16. Eu Sei Que Vou Te Amar - Soneto Da Fidelidade - Roberto Carlos
17. Tereza Da Praia - Roberto Carlos e Caetano Veloso
18. Chega de Saudade - Roberto Carlos e Caetano Veloso